# Strzelectwo na Igrzyskach Śródziemnomorskich 1997
Zawody strzeleckie na Igrzyskach Śródziemnomorskich 1997 odbyły się we wrześniu w Bari.

## Tabela medalowa
| Poz. | Państwo              |    |    |    | Razem: |
| ---- | -------------------- | -- | -- | -- | ------ |
| 1    | Włochy               | 5  | 4  | 2  | 11     |
| 2    | Hiszpania            | 2  | 4  | 2  | 8      |
| 3    | Jugosławia           | 2  | 2  | 1  | 5      |
| 4    | Chorwacja            | 2  | 1  | 2  | 5      |
| 5    | Francja              | 1  | 1  | 4  | 6      |
| 6    | Słowenia             | 1  | 0  | 2  | 3      |
| 7    | Bośnia i Hercegowina | 0  | 1  | 0  | 1      |
| Poz. | Razem:               | 13 | 13 | 13 | 39     |

## Wyniki

### Mężczyźni
| konkurencja                               | złoto                          | złoto      | srebro                                | srebro     | brąz                                   | brąz       |
| ----------------------------------------- | ------------------------------ | ---------- | ------------------------------------- | ---------- | -------------------------------------- | ---------- |
| Pistolet pneumatyczny, 10 m               | Roberto Di Donna · Włochy      | 685.6 pkt  | Franck Dumoulin · Francja             | 680.7 pkt  | Vigilio Fait · Włochy                  | 676.8 pkt  |
| Pistolet dowolny, 50 m                    | Roberto Di Donna · Włochy      | 658.3 pkt  | Vigilio Fait · Włochy                 | 653.6 pkt  | Franck Dumoulin · Francja              | 650.3 pkt  |
| Pistolet szybkostrzelny, 25 m             | Roman Spirelja · Chorwacja     | 674.1 pkt  | Sasa Spirelja · Chorwacja             | 672.7 pkt  | Tomas Cambeses Alonso · Hiszpania      | 668.9 pkt  |
| Karabin pneumatyczny, 10 m                | Rajmond Debevec · Słowenia     | 698.1 pkt  | Marco De Nicolo · Włochy              | 693.2 pkt  | Nicolas Joseph Fel Berthelot · Francja | 691.0 pkt  |
| Karabin małokalibrowy, trzy pozycje, 50 m | Nemanja Mirosavljev Jugosławia | 1266.4 pkt | Nedzad Fazlija · Bośnia i Hercegowina | 1253.3 pkt | Rajmond Debevec · Słowenia             | 1252.4 pkt |
| Karabin małokalibrowy leżąc, 50 m         | Michel Georges Bury · Francja  | 701.3 pkt  | Steven Pletikosic Jugosławia          | 699.2 pkt  | Pascal Bessy · Francja                 | 698.5 pkt  |
| Trap                                      | Giovanni Pellielo · Włochy     | 146 pkt    | Pedro Martin Fariza · Hiszpania       | 137 pkt    | Andraz Lipolt · Słowenia               | 134 pkt    |
| Trap podwójny                             | Daniele Di Spigno · Włochy     | 187 pkt    | Albano Pera · Włochy                  | 186 pkt    | Sergio Pinero Garces · Hiszpania       | 177 pkt    |
| Skeet                                     | Andrea Benelli · Włochy        | 146 pkt    | Javier Segrera Roses · Hiszpania      | 145 pkt    | Ennio Falco · Włochy                   | 143 pkt    |

### Kobiety
| konkurencja                               | złoto                               | złoto     | srebro                                 | srebro    | brąz                          | brąz      |
| ----------------------------------------- | ----------------------------------- | --------- | -------------------------------------- | --------- | ----------------------------- | --------- |
| Pistolet pneumatyczny, 10 m               | Maria Pilar Fernandez · Hiszpania   | 479.1 pkt | Michela Suppo · Włochy                 | 475.4 pkt | Jasna Šekarić Jugosławia      | 474.8 pkt |
| Pistolet szybkostrzelny, 25 m             | Jasna Šekarić Jugosławia            | 685.2 pkt | Maria Pilar Fernandez · Hiszpania      | 680.9 pkt | Stefanie Tirode · Francja     | 679.3 pkt |
| Karabin pneumatyczny, 10 m                | Maria Antolin Fernandez · Hiszpania | 495.8 pkt | Cristina Antolin Fernandez · Hiszpania | 493.6 pkt | Mladenka Malenica · Chorwacja | 493.3 pkt |
| Karabin małokalibrowy, trzy pozycje, 50 m | Suzana Skoko · Chorwacja            | 672.9 pkt | Marijana Fric Jugosławia               | 671.0 pkt | Mladenka Malenica · Chorwacja | 670.6 pkt |